# Marcel Ospel
Marcel Ospel (Basilea, 8 febbraio 1950 – Wollerau, 26 aprile 2020) è stato un manager svizzero.

## Biografia
Dal 2001 al 2008 ricoprì la carica di Presidente del consiglio di amministrazione di UBS AG, la più grande banca svizzera e tra le principali al mondo. In seguito alle critiche circa le prestazioni della banca durante il primo trimestre del 2008, Ospel si dimise dal ruolo di Presidente del C.d.A., venendo sostituito da Peter Kurer il 23 aprile dello stesso anno.
Marcel Ospel era uno dei dirigenti più pagati in Svizzera: nel 2005 guadagnava intorno ai 24 milioni di CHF. Fu al centro della polemica sul fallimento di Swissair, in quanto la banca rifiutò alla compagnia aerea di bandiera svizzera un prestito supplementare per far fronte ai debiti.
In una biografia su Marcel Ospel, scritta da Dirk Schütz e dal titolo Herr der UBS, si afferma che nelle intenzioni di Ospel figurava quella di fondere la UBS AG con la banca d'investimento statunitense Merrill Lynch, per creare una delle più grandi banche al mondo, se non la più grande. Il progetto fallì a causa di ostilità internazionali da entrambi i lati.
È morto il 26 aprile 2020, all'età di 70 anni.

## Cronologia incarichi
- dal 1977 al 1980: Divisione centrale pianificazione e marketing della SBC
- dal 1980 al 1984: Divisione Mercati di capitali alla SBS, sedi di Londra e New York
- dal 1984 al 1987: Managing Director presso la Merrill Lynch Capital Markets
- dal 1987 al 1990: Divisione Securities Trading and Sales della SBC
- dal 1990 al 1995: Membro del Consiglio di amministrazione della SBC
- dal 1995 al 1996: Amministratore delegato della SBC Warburg
- dal 1996 al 1998: Presidente e amministratore delegato della SBC
- dal 1999 al 2001: Amministratore delegato di UBS AG
- dal 2001 al 1º aprile 2008: Presidente del C.d.A di UBS AG